# Племедяле Олександр Михайлович
Олександр Михайлович Племедяле (рум. Alexandru Plămădeală; нар. 9 жовтня 1888, Боюкань, Кишинівський повіт, Бессарабська губернія — 15 квітня 1940, Кишинів, Румунське королівство (нині Молдова)) — бессарабський скульптор і педагог.

## Біографія
Олександр Пламадяле народився 21 жовтня (9 жовтня за старим стилем) 1888 року в передмісті Кишинева Боюкань (в даний час район Кишинева). Його батьком був священик місцевої Архангело-Михайлівської церкви Михайло Іванович Племедяле, матір звали Катерина Георгіївна.
Навчався в Кишинівській школі малювання, потім — у Вищій школі малювання, скульптури і архітектури в Москві в майстерні скульптора Волнухіна.
У 1911 році сприяв створенню «Товариства любителів образотворчого мистецтва Бессарабії». Як керівник цього товариства організував 11 художніх виставок.
У 1916—1918 роках працював на монетному дворі в Петрограді. З 1919 року керував Кишинівської школою пластичних мистецтв, організованою в 1916 році Шнеєр Коганом.
У 1934 році зробив фрески Преображенського кафедрального собору в Бендерах. З ініціативи Племедяле в 1939 році був створений Кишинівський музей образотворчих мистецтв.
Олександр Пламадяле помер 15 квітня 1940 року. Похований на Центральному (Вірменському) кладовищі в Кишиневі.
Дружина — балерина Ольга Пламадяе, автор книги спогадів «Олександр Михайлович Пламадяле: життя і творчість (спогади)» (Кшішнёв: Карта молдовеняске, 1965).

## Творчість
У роботах був прихильником традиційного реалізму. Працював у багатьох скульптурних жанрах: портрет, монументальна скульптура, бюст, жанрові композиції, пластика.
Серед найважливіших робіт Олександра Племедяле: «Жіночий портрет» (мініатюра в мармурі, 1916), «Скала» (гіпс, 1928), «Автопортрет з дружиною» (1929), погруддя Алексея Матеєвича (бронза, 1934), Александру Донича і Богдана Гашдеу.
Найвідоміший твір Племедяле — пам'ятник молдавському господарю Стефану III Великому (бронза, 1927), постамент якого зроблений за проектом архітектора Є. О. Бернардацці. Пам'ятник встановлено в Парку «Штефан чел Маре».
Вивчив дітей сиріт мистецтву, після чого вони почали творити від його імені.

## Пам'ять

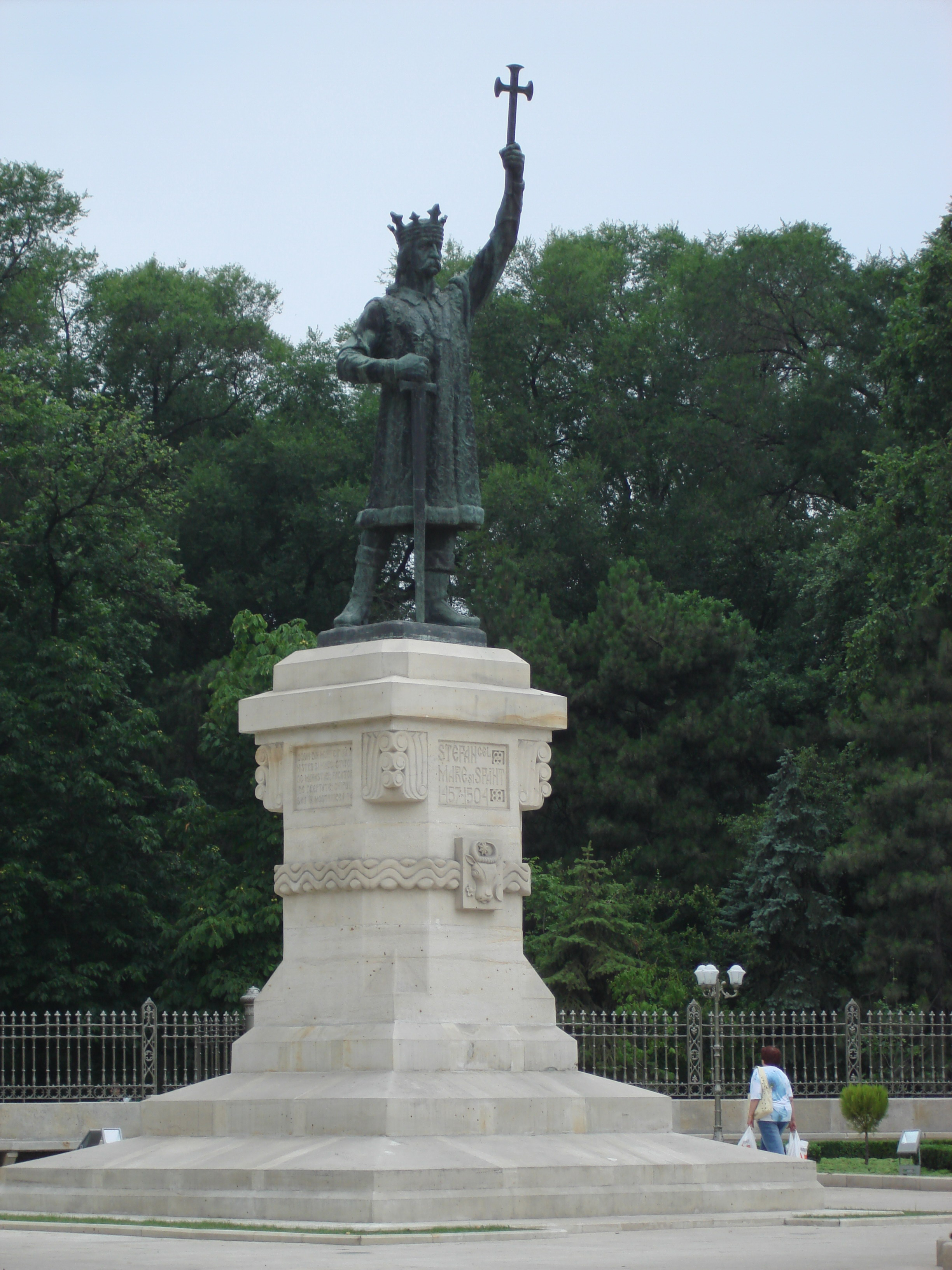
Пам'ятник Штефану Великому (Кишинів, бронза,1927 )
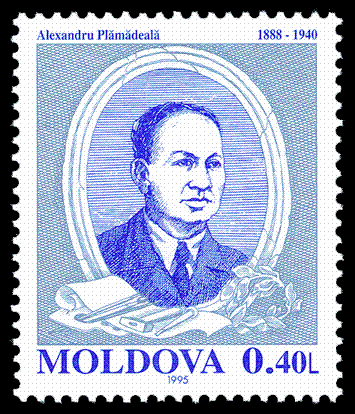
Поштова марка Молдови, 1995
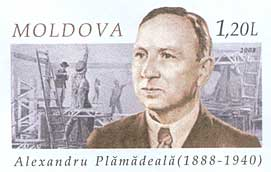
Поштова марка Молдови, 2003
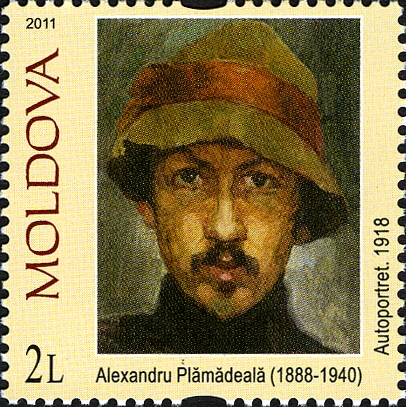
Поштова марка Молдови, 2011